# Eleições legislativas em Macau em 2009
As eleições legislativas em Macau em 2009 foram realizadas no dia 20 de Setembro de 2009 e tinha por objectivo a eleição de 22 deputados à Assembleia Legislativa de Macau (num total de 29 deputados), sendo 10 eleitos por sufrágio indirecto (isto é, por dirigentes das organizações ou associações locais representativas dos interesses dos vários sectores da sociedade que adquiriram personalidade jurídica há, pelo menos, sete anos, e que foram oficialmente registadas e regularmente recenseadas) e 12 por sufrágio universal directo (isto é, por todos os cidadãos recenseados, residentes permanentemente e maiores de 18 anos podem votar). Os restantes 7 deputados à Assembleia Legislativa não eram eleitos, mas sim nomeados pelo Chefe do Executivo de Macau..
Na parte das eleições por sufrágio directo foram muito participativas, com 149 006 cidadãos da Região Administrativa Especial de Macau (59.91% do total dos eleitores inscritos) a votarem .

## As Listas do sufrágio directo

### Resultado de sorteio
Há 16 listas a concorrerem nestas eleições por sufrágio directo e o sorteio para a ordem das listas foi feito no dia 29 de Julho.
| Número | Lista                                                          | Plataforma principal |
| ------ | -------------------------------------------------------------- | --- |
| 1      | União Macau-Guangdong (UMG)                                    | Pró-empresarial e comunidade originária de Jiangmen.                                                                                                |
| 2      | Nova Esperança (NE)                                            | Funcionários públicos (Associação dos Trabalhadores da Função Pública de Macau), direitos laborais, pró-democrata e comunidade macaense/portuguesa. |
| 3      | União Para o Progresso e Desenvolvimento (UPPD)                | Pró-empresarial |
| 4      | Associação Próspero Macau Democrático (APMD)                   | Pró-democrata |
| 5      | Aliança Pr'a Mudança (MUDAR)                                   | Reforma pública e pró-empresarial |
| 6      | Observatório Cívico (Cívico)                                   | Pró-democrata |
| 7      | Associação dos Cidadãos Unidos de Macau (ACUM)                 | Pró-empresarial, sector do jogo e comunidade originária de Fujian                                                                                   |
| 8      | Equipa de "Justiça Social" (E.J.S.)                            | Problemas sociais e juventude |
| 9      | Associação de Activismo para a Democracia (AAPD)               | Pró-democrata (radical) |
| 10     | Nova União para Desenvolvimento de Macau (NUDM)                | Pró-empresarial e sector do jogo (STDM) |
| 11     | Aliança da Democracia de Sociedade (A.D.S.)                    | Direitos laborais |
| 12     | União Para O Desenvolvimento (UPD)                             | Tradicional (pró-Pequim); direitos laborais (Federação das Associações dos Operários de Macau)                                                      |
| 13     | União Promotora Para o Progresso (UPP)                         | Tradicional (pró-Pequim); União Geral das Associações dos Moradores de Macau (Kai Fong)                                                             |
| 14     | Voz Plural - Gentes de Macau (VPGM)                            | Multiculturalismo e comunidade macaense/portuguesa                                                                                                  |
| 15     | Associação Novo Macau Democrático (ANMD)                       | Pró-democrata |
| 16     | Associação de Apoio à Comunidade e Proximidade do Povo (AACPP) | Assuntos comunitários e sociais (baseado na Doutrina Social da Igreja Católica)                                                                     |

## Regra da atribuição de mandatos
Nas eleições legislativas da RAEM, em ambos os sufrágios, "a conversão dos votos em mandatos faz-se de acordo com as seguintes regras: o número de votos obtidos por cada candidatura é dividido sucessivamente por 1, 2, 4, 8 e demais potências de 2 até se registar o número de mandatos a distribuir, sendo os quocientes alinhados pela ordem decrescente da sua grandeza numa série de tantos termos quantos os mandatos, prosseguindo o processo de divisão até se esgotarem todos os mandatos. Caso se verifiquem quocientes iguais na atribuição do último mandato, este é atribuído à lista que ainda não tenha obtido qualquer mandato ou, se tal não se verificar, o mandato será atribuído à candidatura que obtiver maior número de votos. No caso de se constatar empate no número de votos, o mandato é distribuído por sorteio" .

## Resultados

### No sufrágio directo
Nestas eleições, existiu mais candidatos do que os 12 lugares reservados para os deputados eleitos por sufrágio directo, havendo por isso uma maior concorrência e participação da população nestas eleições legislativas, revelando assim que a população em geral de Macau está a tornar-se mais participativa e activa na política, se bem que ainda longe dos padrões das sociedades democráticas ocidentais.
Na lista a seguir, estão os resultados obtidos pelas 16 listas (pela sua ordem saída no sorteio) que concorreram nas eleições directas de 2009 :
| Número | Lista                                                          | Votos | %     | Mandatos | Deputados                             |
| ------ | -------------------------------------------------------------- | ----- | ----- | -------- | ------------------------------------- |
| 1      | União Macau-Guangdong (UMG)                                    | 10348 | 7,30  | 1        | Mak Soi Kun                           |
| 2      | Nova Esperança (NE)                                            | 12908 | 9,10  | 1        | José Pereira Coutinho                 |
| 3      | União Para o Progresso e Desenvolvimento (UPPD)                | 5389  | 3,80  | 0        |                                       |
| 4      | Associação Próspero Macau Democrático (APMD)                   | 16424 | 11,58 | 2        | António Ng Kuok Cheong e Chan Wai Chi |
| 5      | Aliança Pr'a Mudança (MUDAR)                                   | 7857  | 5,54  | 1        | Melinda Chan Mei Yi                   |
| 6      | Observatório Cívico (Cívico)                                   | 5329  | 3,76  | 0        |                                       |
| 7      | Associação dos Cidadãos Unidos de Macau (ACUM)                 | 17014 | 12,00 | 2        | Chan Meng Kam e Ung Choi Kung         |
| 8      | Equipa de "Justiça Social" (E.J.S.)                            | 1627  | 1,15  | 0        |                                       |
| 9      | Associação de Activismo para a Democracia (AAPD)               | 1141  | 0,80  | 0        |                                       |
| 10     | Nova União para Desenvolvimento de Macau (NUDM)                | 14099 | 9,94  | 1        | Angela Leong On Kei                   |
| 11     | Aliança da Democracia de Sociedade (A.D.S.)                    | 256   | 0,18  | 0        |                                       |
| 12     | União Para O Desenvolvimento (UPD)                             | 21098 | 14,88 | 2        | Kwan Tsui Hang e Lee Chong Cheng      |
| 13     | União Promotora Para o Progresso (UPP)                         | 14044 | 9,90  | 1        | Ho Ion Sang                           |
| 14     | Voz Plural - Gentes de Macau (VPGM)                            | 905   | 0,64  | 0        |                                       |
| 15     | Associação Novo Macau Democrático (ANMD)                       | 11024 | 7,77  | 1        | Au Kam San                            |
| 16     | Associação de Apoio à Comunidade e Proximidade do Povo (AACPP) | 2334  | 1,65  | 0        |                                       |

Houve ainda 711 votos em branco e 6498 votos nulos nestas eleições por sufrágio directo .

### No sufrágio indirecto
No sufrágio indirecto, o sistema eleitoral reserva 4 lugares para o sector dos interesses empresariais, 2 para o sector dos interesses laborais, outros 2 para o sector dos interesses profissionais e os restantes 2 para o sector dos interesses assistenciais, culturais, educacionais e desportivos.
Como nestas eleições por sufrágio indirecto só havia em cada um destes quatro sectores de interesses considerados mais "importantes" da sociedade uma lista única de candidatos a deputados, todos eles acabaram por ser eleitos, não havendo por isso grande concorrência neste tipo de eleições.
Na lista a seguir, estão mencionados os 10 deputados eleitos indirectamente, segundo o seu sector de interesses :

#### Sector dos interesses empresariais
Eleitos em lista única (União dos Interesses Empresariais de Macau):
- Ho Iat Seng
- Kou Hoi In
- Cheang Chi Keong
- Fong Chi Keong

#### Sector dos interesses laborais
Eleitos em lista única (Comissão Conjunta da Candidatura das Associações de Empregados), apoiada pela Federação das Associações dos Operários de Macau:
- Lau Cheok Va
- Lam Heong Sang

#### Sector dos interesses profissionais
Eleitos em lista única (União dos Interesses Profissionais de Macau):
- Chui Sai Cheong
- Leonel Alberto Alves

#### Sector dos interesses assistenciais, culturais, educacionais e desportivos
Eleitos em lista única (Associação União Cultural e Desportiva Excelente):
- Vitor Cheung Lup Kwan
- Chan Chak Mo

## Nomeações feitas pelo Chefe do Executivo
Os restantes 7 deputados foram nomeados pelo Chefe do Executivo de Macau, no dia 29 de Setembro de 2009, completando assim a nova composição da Assembleia Legislativa para a legislatura de 2009-2013. Os 7 deputados nomeados foram:
- Ho Sio Kam;
- Tsui Wai Kwan;
- Tong Io Cheng;
- José Chui Sai Peng;
- Vong Hin Fai;
- Lau Veng Seng;
- Sio Chi Wai.